# Wymioty fusowate
Wymioty fusowate (łac. melanemesis) – występują, gdy sok żołądkowy, działając na krew, powoduje wytwarzanie hematyny, która nadaje wymiotom ciemny kolor, krew wytrąca się w „kłaczki”, co wyglądem przypomina fusy po kawie. Są objawem krwawienia z górnego odcinka przewodu pokarmowego.